# Jatibaru (Ciasem)
Jatibaru is een bestuurslaag in het regentschap Subang van de provincie West-Java, Indonesië. Jatibaru telt 7710 inwoners (volkstelling 2010).